# Cracker
A nu se confunda cu hacker.
În vernacular se întâlnește confuzia între termenul de cracker (sau sinonimul său „pălărie neagră”) și cel de hacker. Cuvântul cracker provine de la ocupația favorită a crackerilor și anume de a sparge parole. Se poate vorbi atât de crackeri care sparg programe shareware sau altfel de software sau media protejate, cât și de crackeri care sparg calculatoare și obțin accesul la informații confidențiale (de exemplu numărul cărții dumneavoastră de credit), sau virusează calculatorul altora (de exemplu, pentru a-l folosi drept fabrică de spam sau a găzdui pornografie, de obicei ilegală, în scop de câștig comercial); sinonime: spărgător de programe și/sau spărgător de calculatoare.
Se poate afirma că orice cracker este fie hacker, fie haxor. De aceea, categoriile semantice de cracker și de hacker se intersectează dar nu coincid. Hacker înseamnă la origine: expert în calculatoare.

## Crackeri de notorietate
- Guccifer, cracker român din Arad, numele virtual al lui Marcel Lazăr Lehel